# جاي ر. كاسل
جاي ر. كاسل (بالإنجليزية: J. R. Castle)‏ هو لاعب اللاكروس أمريكي، ولد في 1959.